# Usbeca
Usbeca là một chi bướm đêm thuộc họ Noctuidae.